# Jocul de zaruri

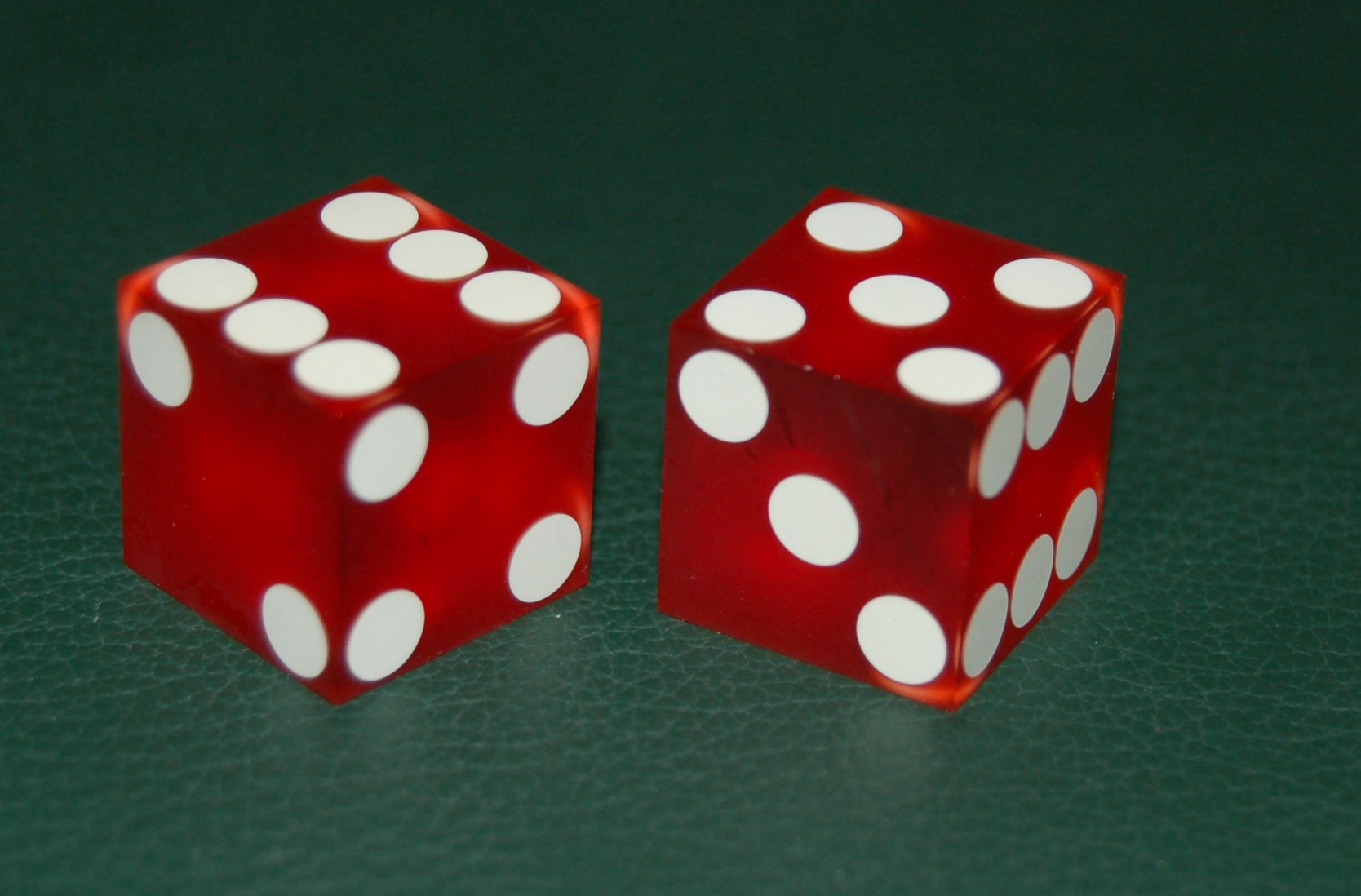
Zaruri

Jocul de zaruri la casino este unul dintre cele mai populare și simple jocuri de noroc. Este atractiv datorită regulilor ușor de înțeles, ritmului alert de joc și câștigurilor imediate.

## Istoria jocului de zaruri
Jocul de zaruri are o istorie îndelungată. Numele acestui joc (craps) se pare că provine din limba franceză, aducând aminte de poziția primilor jucători de zaruri de pe străzi, asemănătoare unor broaște. Deși jocurile de zaruri erau foarte populare chiar și în Evul Mediu, se pare că jocul propriu-zis, oferit acum de către majoritatea cazinourilor din lume, a apărut în Franța și a fost definitivat în comunitățile afro-americane din New Orleans, Louisiana și alte orașe americane. Transformarea finală a jocului a venit odată cu introducerea lui în cazinouri din Statele Unite ale Americii, unde a fost rapid îndrăgit de jucători datorită simplității extreme.

## Regulile jocului de zaruri
Atunci când iau prima oară cunoștință cu masa de zaruri la un casino, mulți jucători sunt uimiți de varietatea și numărul opțiunilor existente. Devine neclar ce trebuie să facă fiecare jucător și ce este necesar pentru a câștiga. Atunci când un jucător aruncă zarurile, există 36 de combinații posibile luând fiecare zar în parte, iar totalul valorilor este între 2 și 12. Cu toate acestea, fiecare total nu are o șansă egală să apară, având în vedere combinațiile.
În runda de început a jocului de zaruri, jucătorul care pariază are doar două opțiuni. Opțiunea de Pass Line prevede că jucătorul a pariat pe faptul că cel ce aruncă zarurile va obține 7 sau 11 în prima aruncare. În caz că pariul este câștigător, se câștigă aceeași sumă pariată. Dacă iese 2, 3 sau 12, pariul este pierdut. A doua opțiune se numește Don’t Pass Line, iar prin aceasta se pariază pe faptul că jucătorul care aruncă va obține un total de 2 sau 3. Dacă totalul este 7 sau 11 se pierde pariul, iar dacă totalul este 12, va fi egalitate.
Orice alt total va duce spre o runda următoare, care pornește de la acel număr, iar regulile devin ceva mai complicate. Totalul nou va deveni foarte important mai departe, din moment ce jucătorul va încerca să dea din nou același număr, pentru a continua să joace. Dacă totalul este 7 la noua aruncare, jucătorul pierde și va veni rândul unui alt jucator să dea cu zarurile. În acest moment, se vor considera aceleași reguli ca în precedenta rundă de pariuri.

## Strategii la jocul de zaruri
Există numeroase strategii pentru jocul de zaruri folosite de către jucătorii profesioniști. Deși majoritatea celor mai bune pot oferi mai multe șanse de câștig, nici una nu asigură victoria de fiecare dată deoarece norocul are un rol extrem de important în acest joc. Cele mai populare strategii includ alegerea acelor pariuri care au șanse mai mari de reușită, manipularea felului în care sunt aruncate zarurile în jocul de zaruri la cazinouri live, parierea pe jucătorii care câștiga mai des sau strategii de management al banilor și al sumelor pariate.

## Jocul de zaruri online
Odată cu apariția și dezvoltarea cazinourilor online, jocul de zaruri a fost adoptat și în acest mediu. Deși toate regulile și strategiile jocului de zaruri se aplică și la varianta online, una dintre caracteristicile acestui joc nu poate fi încă replicată aici. Plăcerea de a ține zarurile în mână și abilitățile unor jucători de a le arunca astfel încât să își crească șansele de a câștiga nu pot fi întâlnite în nici un casino online. Cu toate acestea, jocul de zaruri online a devenit foarte popular datorită căștigurilor importante și a celorlalte caracteristici atractive.